# 김안일
김안일(金安一, 1917년 10월 28일 ~ 2014년 2월 1일)은 대한민국의 군인, 목사이다. 한국 전쟁에 참전하였으며 육군 준장으로 예편하였다.

## 생애
1917년 10월 28일 전라남도 해남군에서 태어났다. 1936년 사범학교를 졸업하고 교사로 근무하다 1947년 조선경비사관학교 2기로 입교해 군인이 되었다. 1949년 소령 계급으로 육군본부 정보국 특무과장(제3과장)을 역임하고 있었는데 당시 숙군을 담당한 책임자 중의 한 사람이었다.
1950년 6.25전쟁 발발 당시 제6사단의 정보참모 겸 작전참모로 싸우다가 제1사단 정보참모로 옮겼다. 1951년 제1사단 제15연대장으로 임명되었고 모락산 전투를 지휘하여 승리했다. 이후 제9사단장을 거쳐 1956년 제주도경비사령관을 지냈고, 6관구 부사령관, 2군사 예하 31사단장을 거쳐, 1959년 7월 준장으로 진급했다. 5.16군사정변 이후 박정희로부터 혁명정부 참여를 제의받았지만 거절하고 이후 20사단장, 1963년 8월 16일 육본 전투교육사령부 부사령관을 끝으로 예편했다.
전역 이후 대한석탄공사감사를 역임했고, 1975년에는 대한예수교 장로회 목사 안수를 받고 1988년 서울 평양신학교에서 신학연구원장을 맡는 등 목회자로 활동하였다.
2014년 2월 1일 노환으로 별세하였고, 국립대전현충원 장군묘역에 안장되었다.

## 상훈
을지무공훈장, 충무무공훈장, 화랑무공훈장 3회, 미국 은성훈장 2회 등을 수상하였다.